# Canal de Zaragoza

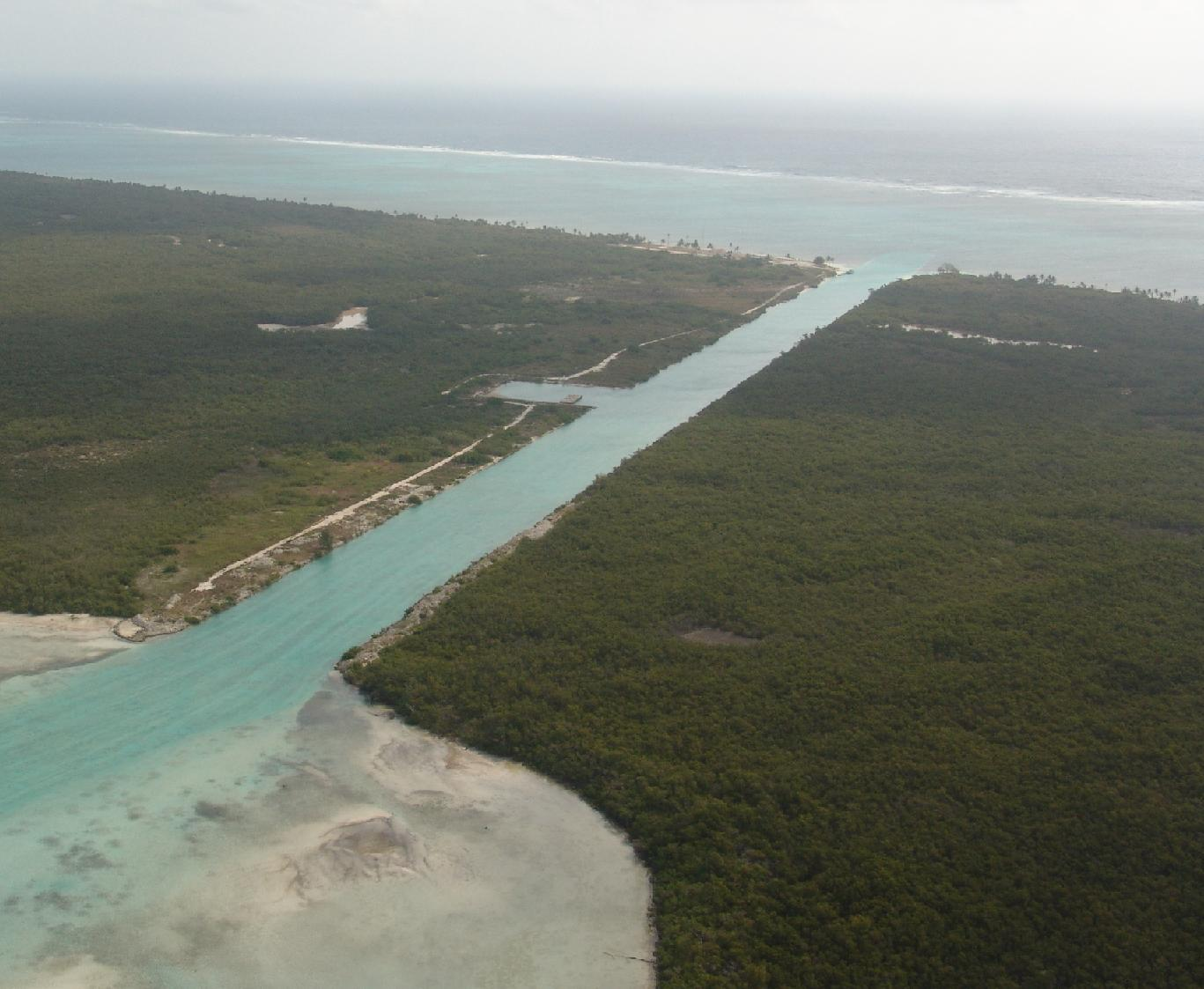
Vista aérea del canal de Zaragoza.

El canal de Zaragoza es una vía marítima artificial de aproximadamente 1.23 km que permite la comunicación entre el mar Caribe con la bahía de Chetumal en el extremo sur del estado mexicano de Quintana Roo.
Inició su construcción en el año de 1901 durante la gestión de José María de la Vega como gobernador del entonces Territorio Federal de Quintana Roo, con la intención de hacer más fácil y rápido el acceso marítimo a la Bahía de Chetumal, y sobre todo de hacerlo íntegramente por aguas territoriales mexicanas, debido a que los accesos naturales de la bahía forman parte de las aguas territoriales de Belice, en ese tiempo colonia británica.
Se encuentra localizado en el Municipio de Othón P. Blanco, muy cercano a la población de Xcalak, en la actualidad se encuentran en proceso varios proyectos para su dragado y mantenimiento que le permita ser utilizado por barcos de mayor tamaño.